# Maximilian zu Wied-Neuwied

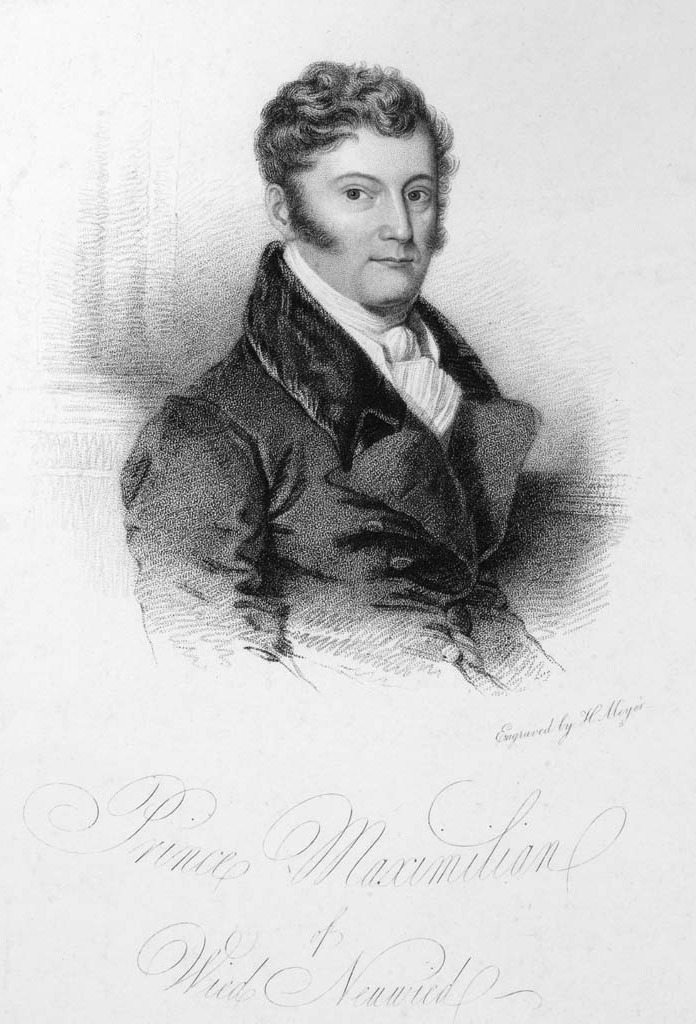
Maximilian zu Wied-Neuwied

Maximilian Alexander Philipp zu Wied-Neuwied (Neuwied, 23 settembre 1782 – Neuwied, 3 febbraio 1867) è stato un naturalista ed etnologo tedesco.

## Opere
- "Travels in Brazil in the years 1815, 1816, 1817" Henry Colburn & Co London (1820)
- Maximilian zu Wied-Neuwied: Reise nach Brasilien in den Jahren 1815 bis 1817, 1820
- Maximilian zu Wied-Neuwied: Beiträge zur Naturgeschichte Brasiliens, 1824
- "Beiträge zur Naturalgeschichte von Brasilien" Weimar (1825-33)
- Maximilian zu Wied-Neuwied: Brasilien, Nachträge, Berichtigungen, Zusätze, 1850
- Maximilian zu Wied-Neuwied: Unveröffentlichte Bilder und Handschriften zur Völkerkunde Brasiliens. Hrsg. Josef Röder und Hermann Trimborn. Bonn 1954.
- Maximilian zu Wied-Neuwied: Reise in das innere Nord-Amerika in den Jahren 1832 bis 1834, 2 Textbände und 1 Bildband mit Illustrationen von Karl Bodmer, J. Hölscher, Koblenz 1839-41.
- Maximilian zu Wied-Neuwied: Maximilian Prince of Wied's Travels in the Interior of North America, during the years 1832 – 1834. Achermann & Comp., London 1843-1844
- Maximilian zu Wied-Neuwied: Voyage dans l'interieur de L'Amérique du Nord exécuté pendant les années 1832, 1833 et 1834. Tavole di Karl Bodmer. Ediz. Arthus Bertrand 1840 – 1843.
- Maximilian zu Wied-Neuwied: Verzeichnis der auf meiner Reise in Nord-Amerika beobachteten Säugethiere. Berlin, 1862.
- Maximilian zu Wied-Neuwied: Verzeichnis der Reptilien welche auf meiner Reise im nördlichen America beobachtet wurden. Dresden, 1865
- David C. Hunt, William J. Orr, W. H. Goetzmann (Herausgeber): Karl Bodmer's America. Joslyn Art Museum, Omaha (Nebraska) 1984. ISBN 0-8032-1185-6
- John C.Ewers: Views of vanishing frontier. Joslyn Art Museum, Omaha (Nebraska) 1984 + 1985
- Marsha V. Gallagher: Karl Bodmer's eastern views. Joslyn Art Museum, Omaha (Nebraska) 1996
- Brandon K. Ruud (Editor): Karl Bodmer's North American Prints. Joslyn Art Museum, Omaha (Nebraska) 2004. ISBN 0-8032-1326-3

| Wied-Neuw. è l'abbreviazione standard utilizzata per le piante descritte da Maximilian zu Wied-Neuwied. Consulta l'elenco delle piante assegnate a questo autore dall'IPNI. |

| {{{1}}}Wikidata P835 è l'abbreviazione standard utilizzata per le specie animali descritte da Maximilian zu Wied-Neuwied. Categoria:Taxa classificati da Maximilian zu Wied-Neuwied |

## Ascendenza
|                                                           |                                                |                                                                | Genitori                                                           |  |  | Nonni |  |  | Bisnonni                                  |  |  | Trisnonni                   |  |
|                                                           |                                                |                                                                |                                                                    |  |  |       |  |  | Federico Guglielmo, conte di Wied-Neuwied |  |  | Federico III, conte di Wied |  |
|                                                           |                                                |                                                                |                                                                    |  |  |       |  |  | Federico Guglielmo, conte di Wied-Neuwied |  |  | Federico III, conte di Wied |  |
|                                                           |                                                | Maria Sabina di Solms-Hohensolms                               |                                                                    |  |  |       |  |  | Federico Guglielmo, conte di Wied-Neuwied |  |  |                             |  |
| Giovanni Federico Alessandro, principe di Wied-Neuwied    |                                                |                                                                |                                                                    |  |  |       |  |  | Federico Guglielmo, conte di Wied-Neuwied |  |  |                             |  |
|                                                           |                                                | Luisa Carlotta di Dohna-Schlobitten                            | Alessandro, burgravio e conte di Dohna-Schlobitten                 |  |  |       |  |  |                                           |  |  |                             |  |
|                                                           |                                                | Luisa Carlotta di Dohna-Schlobitten                            | Alessandro, burgravio e conte di Dohna-Schlobitten                 |  |  |       |  |  |                                           |  |  |                             |  |
|                                                           |                                                | Luisa Carlotta di Dohna-Schlobitten                            | Amalia di Dohna-Carwinden                                          |  |  |       |  |  |                                           |  |  |                             |  |
| Federico Carlo, principe di Wied-Neuwied                  |                                                | Luisa Carlotta di Dohna-Schlobitten                            |                                                                    |  |  |       |  |  |                                           |  |  |                             |  |
|                                                           |                                                | Giorgio Federico, burgravio di Kirchberg e conte di Hachenburg | Giorgio Luigi, burgravio di Kirchberg e conte di Hachenburg        |  |  |       |  |  |                                           |  |  |                             |  |
|                                                           |                                                | Giorgio Federico, burgravio di Kirchberg e conte di Hachenburg | Giorgio Luigi, burgravio di Kirchberg e conte di Hachenburg        |  |  |       |  |  |                                           |  |  |                             |  |
|                                                           |                                                | Giorgio Federico, burgravio di Kirchberg e conte di Hachenburg | Maddalena Cristina di Manderscheid-Blankenheim                     |  |  |       |  |  |                                           |  |  |                             |  |
| Carolina di Kirchberg-Hachenburg                          |                                                | Giorgio Federico, burgravio di Kirchberg e conte di Hachenburg |                                                                    |  |  |       |  |  |                                           |  |  |                             |  |
|                                                           |                                                | Sofia Amalia di Nassau-Ottweiler                               | Federico Luigi, conte di Nassau-Ottweiler                          |  |  |       |  |  |                                           |  |  |                             |  |
|                                                           |                                                | Sofia Amalia di Nassau-Ottweiler                               | Federico Luigi, conte di Nassau-Ottweiler                          |  |  |       |  |  |                                           |  |  |                             |  |
|                                                           |                                                | Sofia Amalia di Nassau-Ottweiler                               | Cristiana di Ahlefeld                                              |  |  |       |  |  |                                           |  |  |                             |  |
| Massimiliano di Wied-Neuwied                              |                                                | Sofia Amalia di Nassau-Ottweiler                               |                                                                    |  |  |       |  |  |                                           |  |  |                             |  |
|                                                           | Casimiro, conte di Sayn-Wittgenstein-Berleburg | Ludovico Francesco, conte di Sayn-Wittgenstein-Berleburg       |                                                                    |  |  |       |  |  |                                           |  |  |                             |  |
|                                                           | Casimiro, conte di Sayn-Wittgenstein-Berleburg | Ludovico Francesco, conte di Sayn-Wittgenstein-Berleburg       |                                                                    |  |  |       |  |  |                                           |  |  |                             |  |
|                                                           | Casimiro, conte di Sayn-Wittgenstein-Berleburg | Edvige di Lippe-Brake                                          |                                                                    |  |  |       |  |  |                                           |  |  |                             |  |
| Ludovico Ferdinando, conte di Sayn-Wittgenstein-Berleburg | Casimiro, conte di Sayn-Wittgenstein-Berleburg |                                                                |                                                                    |  |  |       |  |  |                                           |  |  |                             |  |
|                                                           |                                                | Maria Carlotta di Isenburg-Büdingen-Wächtersbach               | Ferdinando Massimiliano I, conte di Isenburg-Büdingen-Wächtersbach |  |  |       |  |  |                                           |  |  |                             |  |
|                                                           |                                                | Maria Carlotta di Isenburg-Büdingen-Wächtersbach               | Ferdinando Massimiliano I, conte di Isenburg-Büdingen-Wächtersbach |  |  |       |  |  |                                           |  |  |                             |  |
|                                                           |                                                | Maria Carlotta di Isenburg-Büdingen-Wächtersbach               | Albertina Maria di Sayn-Wittgenstein-Berleburg                     |  |  |       |  |  |                                           |  |  |                             |  |
| Luisa Guglielmina di Sayn-Wittgenstein-Berleburg          |                                                | Maria Carlotta di Isenburg-Büdingen-Wächtersbach               |                                                                    |  |  |       |  |  |                                           |  |  |                             |  |
|                                                           |                                                | Guglielmo Maurizio II, conte di Isenburg-Büdingen-Philippseich | Guglielmo Maurizio II, conte di Isenburg-Büdingen-Birstein         |  |  |       |  |  |                                           |  |  |                             |  |
|                                                           |                                                | Guglielmo Maurizio II, conte di Isenburg-Büdingen-Philippseich | Guglielmo Maurizio II, conte di Isenburg-Büdingen-Birstein         |  |  |       |  |  |                                           |  |  |                             |  |
|                                                           |                                                | Guglielmo Maurizio II, conte di Isenburg-Büdingen-Philippseich | Anna Amalia di Isenburg-Büdingen                                   |  |  |       |  |  |                                           |  |  |                             |  |
| Federica Cristina di Isenburg-Büdingen-Philippseich       |                                                | Guglielmo Maurizio II, conte di Isenburg-Büdingen-Philippseich |                                                                    |  |  |       |  |  |                                           |  |  |                             |  |
|                                                           |                                                | Amalia Luisa di Dohna-Lauck                                    | Cristoforo Federico, burgravio e conte di Dohna-Lauck              |  |  |       |  |  |                                           |  |  |                             |  |
|                                                           |                                                | Amalia Luisa di Dohna-Lauck                                    | Cristoforo Federico, burgravio e conte di Dohna-Lauck              |  |  |       |  |  |                                           |  |  |                             |  |
|                                                           |                                                | Amalia Luisa di Dohna-Lauck                                    | Giovanna Elisabetta di Lippe-Detmold                               |  |  |       |  |  |                                           |  |  |                             |  |
|                                                           |                                                | Amalia Luisa di Dohna-Lauck                                    |                                                                    |  |  |       |  |  |                                           |  |  |                             |  |